# Rue Gutenberg (ancienne)
Ne doit pas être confondu avec Rue Gutenberg.
Pour les articles homonymes, voir Gutenberg.
La rue Gutenberg est une ancienne voie publique du 1er arrondissement de Paris. 
Cette voie  reliait la rue du Louvre et la rue Jean-Jacques-Rousseau. Elle séparait l’hôtel des Postes (poste centrale du Louvre) de bâtiments dédiés au téléphone.
C’est en 1881 qu'elle a reçu le nom de Johannes Gutenberg (vers 1400-1468), inventeur de l’imprimerie, « symbole de la diffusion des connaissances face à l’obsurantisme religieux » aux yeux des républicains de gauche.
Elle fut déclassée en 1891 à la suite de son annexion par l’administration des PTT.
Cette rue avait donné son nom au central téléphonique Gutenberg et à l’indicatif éponyme.
L’odonyme « rue Gutenberg » fut finalement réattribué en 1904 à une voie du 15e arrondissement de Paris.

## Pour approfondir